# Amina biògena
Les amines biògenes són amines generades per éssers vius. Hi ha cinc neurotransmissors amines biogènics establerts: dopamina, noradrenalina, adrenalina, histamina i serotonina. Es produeixen en certs aliments com el peix blau (escòmbrids), i productes fermentats com formatges, el vi o la cervesa, per l'acció d'enzims descarboxilasa dels microorganismes, a partir d'aminoàcids del mateix aliment. La formació de certes amines biògenes és causada per un defecte en el procés de fermentació o per deficiències d'higiene en el procés de fabricació i conservació. La histamina en presència d'altres diamines pot provocar una reacció indistingible de l'al·lèrgia mitjançada per IgE. L'aparició de la reacció depèn també d'altres factors com ara la sensibilitat individual o la interacció amb certs fàrmacs.